# Coccymys kirrhos
Coccymys kirrhos — вид гризунів родини мишеві (Muridae).

## Характеристика
Гризун невеликого розміру, з довжиною голови й тіла між 80 і 105 мм, довжина хвоста між 142 і 159 мм, довжина стопи від 23 до 26 мм, довжина вух між 17 і 20 мм і вага до 28 гр.
Хутро м'яке і густе. Верх коричнево-помаранчевий яскравий, боки мають тенденцію бути вохровими. Є коричнево-чорними кільцями навколо очей і на носі, де є вуса. Лице сіре, в той час як щоки руді. Низ білувато-сірого кольору. Зовнішні частини ніг посипати кількома коричнюватими або безбарвними волосинами. Хвіст довше голови й тіла і рівномірно коричнево-сірий.

## Поширення, екологія
Це нічний і деревний вид, хоча значну частину часу проводить на землі, щоб похарчуватися.
Цей вид розповсюджений в західно-центральній частині хребта Кордильєри Нової Гвінеї. Він живе в замшілих лісах і середньо-гірських луках між 2230 і 2500 метрів над рівнем моря.